# Siarhiej Krywiec

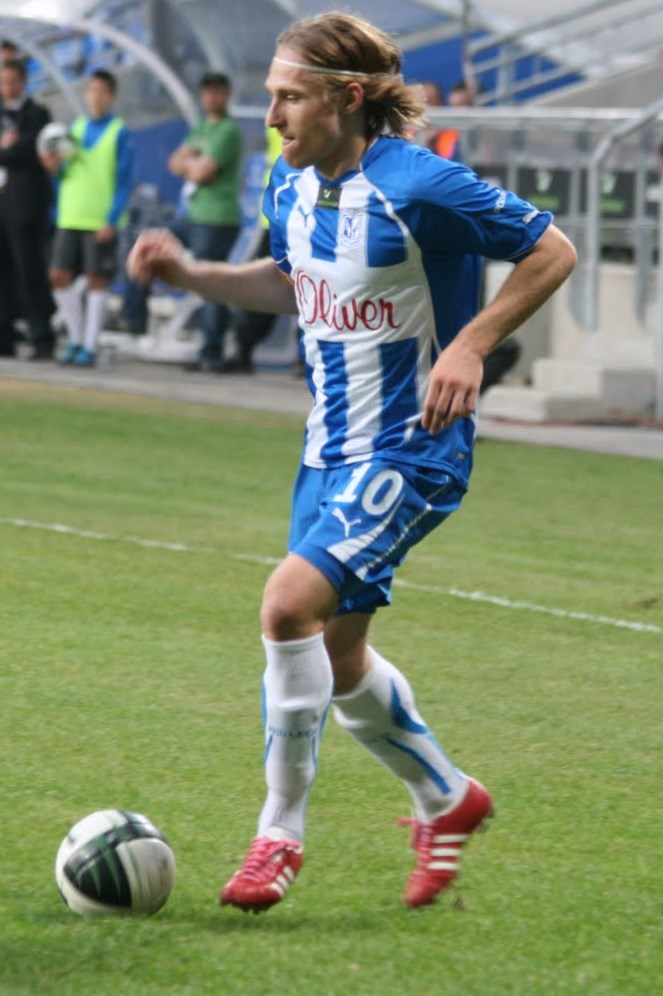
Krywiec w sezonie 2010/11

Siarhiej Wiaczasławawicz Krywiec (biał. Сяргей Вячаслававіч Крывец, ros. Сергей Вячеславович Кривец, Siergiej Wiaczesławowicz Kriwiec; ur. 8 czerwca 1986 w Grodnie) – białoruski piłkarz występujący na pozycji ofensywnego pomocnika, zawodnik polskiego klubu Lech II Poznań; w latach 2007–2016 reprezentant Białorusi.

## Kariera
Krywiec piłkarską karierę rozpoczynał w szkółce piłkarskiej w Grodnie. Często wraz z zespołem jeździł do Polski na turnieje do Białegostoku. W 2003 roku trafił do mińskiego Lakamatywu, gdzie na początku grał w rezerwach (13 meczów i dwa gole). W sezonie 2004 awansował z tym klubem do Wyszejszej ligi, a w tabeli najlepszych strzelców uplasował się z 12 golami na czwartym miejscu. W kolejnych rozgrywkach nie był już tak skuteczny – zdobył trzy bramki. Rozegrał również jedno spotkanie w drugiej drużynie
W 2006 roku trafił do zespołu BATE Borysów, z którym czterokrotnie zostawał mistrzem Białorusi. W sezonie 2008/2009 występował ze swoim klubem w fazie grupowej Ligi Mistrzów. W meczu przeciwko Juventusowi, w drugiej kolejce spotkań, strzelił pierwszego, historycznego gola dla białoruskiego klubu w Champions League. Został również wybrany najlepszym piłkarzem Białoruskiej Pierwszej Ligi w 2009 roku. W barwach BATE rozegrał 92 mecze i strzelił 29 goli w Wyszejszej lidze.
18 grudnia 2009 roku rozpoczął rozmowy z Lechem Poznań w sprawie transferu. Cztery dni później podpisał 3,5-letni kontrakt z polskim klubem. Otrzymał koszulkę z numerem 10, którą wcześniej nosił Jacek Dembiński. Nieoficjalnie wiadomo, że poznaniacy zapłacili za niego 300 tysięcy euro. 24 stycznia zadebiutował w barwach Lecha w spotkaniu z Odds BK, rozegranym w ramach turnieju La Manga Cup. Na boisku pojawił się w przerwie za Mateusza Możdżenia i dał bardzo dobrą zmianę. Sześć dni później zdobył swojego pierwszego gola w pojedynku z Vålerenga Fotball. 28 lutego po raz pierwszy wystąpił w meczu Ekstraklasy – zagrał pełne 90 minut w wygranym 3:0 spotkaniu z Polonią Warszawa. W spotkaniu następnej kolejki z Cracovią, Krywiec zdobył swoją premierową bramkę na ligowych boiskach.
25 lipca 2017 został nowym zawodnikiem Arki Gdynia. W latach 2018–2021 występował w Dynamie Brześć. 6 lutego 2021 podpisał kontrakt z polskim klubem Lech II Poznań grającym w II lidze.

## Statystyki
stan na 19 sierpnia 2016
| Klub             | Sezon            | Liga                 | Ligi krajowe | Ligi krajowe | Puchary krajowe | Puchary krajowe | Puchary kontynentalne | Puchary kontynentalne | Łącznie | Łącznie | Łącznie |
| Klub             | Sezon            | Liga                 | Mecze        | Bramki       | Mecze           | Bramki          | Mecze                 | Bramki                | Mecze   | Bramki  |         |
| ---------------- | ---------------- | -------------------- | ------------ | ------------ | --------------- | --------------- | --------------------- | --------------------- | ------- | ------- | ------- |
| Lakamatyu Mińsk  | 2004             | Pierszaja liha       | 26           | 12           | 2               | 1               | –                     | –                     | 28      | 13      |         |
| Lakamatyu Mińsk  | 2005             | Wyszejszaja liha     | 26           | 3            | 2               | 0               | –                     | –                     | 28      | 3       |         |
| BATE Borysów     |                  |                      |              |              |                 |                 |                       |                       |         |         |         |
| 2005             | Wyszejszaja liha | –                    | –            | 3            | 0               | –               | –                     | 3                     | 0       |         |         |
| 2006             | Wyszejszaja liha | 16                   | 3            | 8            | 0               | 3               | 0                     | 27                    | 3       |         |         |
| 2007             | Wyszejszaja liha | 25                   | 5            | 3            | 0               | 7               | 0                     | 35                    | 5       |         |         |
| 2008             | Wyszejszaja liha | 25                   | 6            | 1            | 2               | 12              | 2                     | 38                    | 10      |         |         |
| 2009             | Wyszejszaja liha | 26                   | 14           | 2            | 0               | 12              | 3                     | 40                    | 18      |         |         |
| Lech Poznań      | 2009/2010        | Ekstraklasa          | 13           | 3            | –               | –               | –                     | –                     | 13      | 3       |         |
| Lech Poznań      | 2010/2011        | Ekstraklasa          | 25           | 3            | 8               | 0               | 14                    | 0                     | 47      | 3       |         |
| Lech Poznań      | 2011/2012        | Ekstraklasa          | 21           | 2            | 4               | 0               | –                     | –                     | 25      | 2       |         |
| Lech Poznań      | 2012/2013        | Ekstraklasa          | –            | –            | –               | –               | 1                     | 0                     | 1       | 0       |         |
| Jiangsu Shuntian | 2012             | Chinese Super League | 11           | 1            | 0               | 0               | 0                     | 0                     | 11      | 1       |         |
| Jiangsu Shuntian | 2013             | Chinese Super League | 9            | 0            | 1               | 1               | 0                     | 0                     | 10      | 1       |         |
| BATE Borysów     | 2013             | Wyszejszaja liha     | 15           | 8            | 3               | 2               | 2                     | 0                     | 20      | 10      |         |
| BATE Borysów     | 2014             | Wyszejszaja liha     | 20           | 10           | 2               | 1               | 5                     | 2                     | 27      | 13      |         |
| FC Metz          | 2014/2015        | Ligue 1              | 22           | 1            | 0               | 0               | –                     | –                     | 22      | 1       |         |
| FC Metz          | 2015/2016        | Ligue 2              | 14           | 1            | –               | –               | –                     | –                     | 14      | 1       |         |
| Wisła Płock      | 2016/2017        | Ekstraklasa          | 3            | 0            | 1               | 1               | –                     | –                     | 4       | 1       |         |
| Suma             | Lakamatyu Mińsk  | Lakamatyu Mińsk      | 52           | 15           | 4               | 1               | –                     | –                     | 56      | 16      |         |
| Suma             | BATE Borysów     | BATE Borysów         | 127          | 46           | 22              | 5               | 41                    | 7                     | 190     | 58      |         |
| Suma             | Lech Poznań      | Lech Poznań          | 59           | 8            | 12              | 0               | 15                    | 0                     | 85      | 8       |         |
| Suma             | Jiangsu Shuntian | Jiangsu Shuntian     | 20           | 1            | 1               | 1               | 0                     | 0                     | 21      | 2       |         |
| Suma             | FC Metz          | FC Metz              | 36           | 2            | 0               | 0               | –                     | –                     | 36      | 2       |         |
| Suma             | Wisła Płock      | Wisła Płock          | 3            | 0            | 1               | 1               | –                     | –                     | 4       | 1       |         |

## Sukcesy

### Klubowe

#### BATE Borysów
- Mistrzostwo Białorusi: 2006, 2007, 2008, 2009, 2013, 2014
- Puchar Białorusi: 2005/2006
- Superpuchar Białorusi: 2014

#### Lech Poznań
- Mistrzostwo Polski: 2009/2010

#### Dynama Brześć
- Mistrzostwo Białorusi: 2019

### Indywidualne
- Piłkarz roku na Białorusi: 2009